# Темниково (Волоколамский район)
Темниково — деревня в Волоколамском районе Московской области России.
Относится к Теряевскому сельскому поселению, до муниципальной реформы 2006 года относилась к Чисменскому сельскому округу. Население — 8 чел. (2010).

## География
Деревня Темниково расположена примерно в 16 км к северо-востоку от центра города Волоколамска, на левом берегу реки Большой Сестры (бассейн Иваньковского водохранилища). В деревне две улицы — Дачная и Дружбы. Ближайшие населённые пункты — деревни Житино, Поречье и Кузяево.

## Население
| 1852 | 1859 | 1890 | 1899 | 1926 | 2002 |
| ---- | ---- | ---- | ---- | ---- | ---- |
| 178  | ↘170 | ↗197 | ↘175 | ↗207 | ↘5   |
| 2006 | 2010 |      |      |      |      |
| ↗7   | ↗8   |      |      |      |      |

## История
В «Списке населённых мест» 1862 года Темникова — владельческая деревня 1-го стана Клинского уезда Московской губернии по левую сторону Волоколамского тракта, в 41 версте от уездного города, при колодцах, с 28 дворами и 170 жителями (81 мужчина, 89 женщин).
По данным на 1890 год входила в состав Калеевской волости Клинского уезда, число душ составляло 197 человек.
В 1913 году — 38 дворов, бумаго-ткацкая фабрика.
В 1917 году Калеевская волость была передана в Волоколамский уезд.
По материалам Всесоюзной переписи населения 1926 года — деревня Ильинского сельсовета Калеевской волости Волоколамского уезда, проживало 207 жителей (102 мужчины, 105 женщин), насчитывалось 37 крестьянских хозяйств.
С 1929 года — населённый пункт в составе Волоколамского района Московской области.